# Max Adalbert
Max Adalbert, nato Johannes Adolph Krampf (Danzica, 19 febbraio 1874 – Monaco di Baviera, 7 settembre 1933), è stato un attore tedesco.

## Filmografia parziale
- Die Kwannon von Okadera, regia di Carl Froelich (1920)
- Das Haus zum Mond, regia di Karl Heinz Martin (1921)
- Destino (Der müde Tod), regia di Fritz Lang (1921)
- Lady Hamilton, regia di Richard Oswald (1921)
- Das indische Grabmal erster Teil - Die Sendung des Yoghi, regia di Joe May (1921) - non accreditato
- Das indische Grabmal zweiter Teil - Der Tiger von Eschnapur, regia di Joe May (1921) - non accreditato
- Die Flamme, regia di Ernst Lubitsch (1923)
- Drei Tage Mittelarrest, regia di Carl Boese (1930)
- So'n Windhund, regia di Carl Heinz Wolff (1931)
- Hurra - ein Junge!, regia di Georg Jacoby (1931)
- Mein Leopold, regia di Hans Steinhoff (1931)
- Der Hauptmann von Köpenick, regia di Richard Oswald (1931)
- Die Nacht ohne Pause, regia di Andrew Marton e Franz Wenzler (1931)
- Spione im Savoy-Hotel, regia di Frederic Zelnik (1932)
- Lachende Erben, regia di Max Ophüls (1933)